# Maièutica
La maièutica (del grec maieutikos, 'parir') és el mètode socràtic de caràcter inductiu basat en la dialèctica. Consisteix a fer aflorar, com si es tractés d'un naixement -d'aquí en ve el nom-, la veritat concebuda com quelcom que s'argumenta que és latent en la ment humana. Per tal d'aconseguir-ho, s'interroga a l'interlocutor pel que fa a una qüestió i, llavors, volent rebatre la seva resposta mitjançant l'establiment de pressuposats conceptes generals, se li demostra el suposat error que hi havia. Amb aquest mètode, s'arriba a un concepte nou que pretén substituir l'anterior, que semblava erroni. La nova resposta de Sòcrates sol defensar l'ascetisme, l'obediència incondicional a les autoritats, l'apelació a la ignorància com a forma de ser ("només sé que no sé res, el que és l'única sapiència possible") i la religiositat més submisa. Sòcrates no dubta a utilitzar la pretesa ridiculització per tal de voler desmuntar la creença dels adversaris. Plató ens mostra nombrosos exemples de la maièutica en els seus Diàlegs.

## Etimologia
«Maièutica» prové del grec μαιευτικη, que es tradueix com 'obstetrícia', ço és, l'estudi o l’acte d’ocupar-se del part o de l'embaràs. La mare de Sòcrates, Fainarate, era llevadora.
Sòcrates modificà el significat mèdic que tenia maièutica i el reorientà a l'àmbit filosòfic. Mentre el significat real de maièutica és «l'art de fer néixer (nadons)», Sòcrates va focalitzar-lo en «l'art de fer néixer o art de donar a llum (l'humà pensador)». L'estil socràtic o dialògic és el que es basa en preguntes per tal que el receptor mediti i trobi la resposta ell mateix.

## Mètode maièutic
La maièutica, que es basa en els diàlegs de Sócrates i Plató, segueix una sèrie de passos per acostar l'interlocutor a la veritat, com si l'interlocutor no sabés arribar a "la veritat" per ell mateix:
1. Es planteja una qüestió
2. L'interlocutor hi dona una resposta, que immediatament és discutida o rebatuda pel mestre. La impaciència de Sòcrates per a actuar i l'irrespecte davant la postura de l'altre, fos correcta o incorrecta, és comuna en el "tabà" d'Atenes.
3. A continuació, se segueix una discussió sobre el tema que confon l'interlocutor. Aquest moment de confusió, d'incomoditat (l'aporia) per no veure clar quelcom que abans del diàleg es creia saber perfectament, és una condició necessària per a aprendre. Sòcrates ho identifica amb els mals de cap que té una dona abans de tenir un fill. En molts aquests casos l''interlocutor pot " fer-se mal", ja que moltes d'aquestes respostes poden causar dolor sentimental i psicològic. Pensa que en cert mode acceptes el fet que t'has equivocat i canvies la teva manera de pensar.
4. Després d'aquest moment de confusió, la intenció del mètode maièutic és elevar-se progressivament a definicions cada vegada més generals i precises de la qüestió que s'investiga (la virtut, la ciència, la bellesa...).
5. La discussió conclou quan l'alumne, gràcies a l'ajuda del mestre, aconsegueix assolir el coneixement precís, universal i estricte de la realitat que s'investiga (tot i que en molts diàlegs de Plató no s'arriba a aquest ideal i la discussió queda oberta i inconclusa o en epokhé).

Una adaptació informal d'aquest mètode podria ser:
1. Es fa una pregunta, que com més intensa és, més llarga és la conversa, i com més laxa és la pregunta, més curta és la conversa.
2. L'altre persona respon, si sap la resposta, i sinó, simplement pregunta el que no ha entès de la pregunta.
3. Es forma un diàleg maièutic de preguntes i respostes, en les que la resposta és opcional, però la pregunta és necesària per poder pasar el torn. Si no es compleix aquest requisit, el joc acaba ràpidament.
4. Es pot arribar a una nova realitat, o es pot entrar en "final de coneixement", moment en què cap dels interlocutors sap la resposta.
5. Després del final de coneixement, es pot començar una nova conversa maièutica amb una altra persona a partir del punt de "final de coneixement"

Es poden extreure moltes conclusions a partir de l'estructura del mètode:
- Com més elevada és la pregunta, més conscient s'ha de ser per poder dialogar.
- S'han de respectar les lleis que governen la sintaxi tant per dialogar com per crear noves paraules.
- A través del diàleg maièutic, dues o més persones parteixen de coneixements diferents i arriben a un mateix coneixement més elevat. Si les posicions són molt pròximes, l'aprenentatge és molt petit.
La idea bàsica del mètode socràtic d'ensenyament consisteix en el fet que el mestre no inculca a l'alumne el coneixement, ja què refusa considerar la seva ment un lloc buit on es poden introduir diverses veritats; per a Sòcrates, és el deixeble qui extreu de si mateix el coneixement.
Aquest mètode entra en contraposició amb el dels sofistes: els sofistes feien discursos i, a partir d'aquests, esperaven que els deixebles aprenguessin. Sòcrates, mitjançant el diàleg i un tracte més individualitzat amb el deixeble, l'ajudava a aconseguir per ell mateix el saber.

## Actualment
La maièutica continua utilitzant-se com a mètode educatiu. De fet, és el mètode educatiu per excel·lència si es té en compte l'etimologia llatina de la paraula educació: mètode educatiu que funciona fent preguntes a l'alumne perquè aquest arribi ell sol a les conclusions; i, en aquest sentit, la maièutica és la màxima expressió de l'etimologia del mot "educació", en contraposició a la instrucció.
Al segle xx, Jacques Lacan va entendre la psicoanàlisi com un mètode maièutic mitjançant el qual l'analista (el psicoanalista) té la funció d'afavorir l'analitzat (el pacient) que considera que és qui és el que en veritat té (inconscientment) el saber d'allò que l'afecta; en aquest cas, l'analista ajuda, o més aviat estimula, incita, el pacient perquè pugui fer consciència del que és inconscient.

## Exemples
- En el cas de Sòcrates, s'acostumava a preguntar: "què és la virtut?", "què és la ciència?", "en què consisteix la bellesa?", "què és el coneixement?", etc. Es pot veure tota la col·lecció en els Diàlegs de Plató
Un exemple de diàleg per començar a estructurar el tot, podría ser:
- Què és el tot?
- El jo conscient
- Què és el jo conscient?
- Dir la veritat
- Què és dir la veritat?
- Ser autèntic
- Què és ser autèntic?
- La subjectivitat?
- No ho sé, ho saps tú?
- No, jo tampoc ho sé.
Llavors, es podria continuar el diàleg amb altres persones a partir dels temes:
- Saps el que és la subjectivitat?
- Què és la autenticitat?